# Три драме Љубомира Симовића (књига, 2010)
Три драме Љубомира Симовића (Драматургија Љубомира Симовића) је научна студија Златка Грушановића посвећена драматуршким карактеристикама трију најзначајнијих дела Љубомира Симовића: „Хасанагиница,” „Чудо у Шаргану” и „Путујуће позориште Шопаловић.” Књига истражује структуралне, језичке, тематске и културолошке елементе Симовићеве драматургије и њен значај у српској позоришној традицији.

## Опис књиге
Грушановић је 2007. стекао звање магистра наука о драмским уметностима на Факултету драмских уметности Универзитета у Београду, са магистарском тезом „Драматургија Љубомира Симовића”
Књига, настала као адаптација тезе, представља свеобухватну анализу драмског опуса Љубомира Симовића, у којој аутор примењује методе структурно-семантичке анализе и савремене театролошке приступе. Грушановић истражује компоненте као што су простор, време, ликови, језик и композиција, постављајући их у контекст историјских, митских и социјалних мотива. Посебно је наглашен однос између индивидуалног и колективног, као и сукоб историјског и митског који обликује гротескну слику света у Симовићевим драмама.
Студија истиче Симовићев песнички језик као основни елемент карактеризације ликова и изградње драмских заплета. Аутор анализира и интерна и екстерна значења текстова, укључујући њихов однос са публиком, што ову студију чини драгоценим доприносом савременој театрологији.

## Видети такође
- Грушановић, Златко (2011): Драматизација у настави: приручник за наставу српског језика и књижевности у основној и средњој школи. Београд: Klett.
- Грушановић, Златко (2021): Нестанак хероја на крају миленијума у српској драми и друштву. Београд: Задужбина Андрејевић.

## Препоручени линкови
- Научни профил аутора на Google scholar
- Научни профил аутора на Академија.еду
- Лични блог Златка Грушановића